# بوکان (قزوین)
بوکان یک منطقهٔ مسکونی در ایران است که در دهستان الموت بالا واقع شده‌است. بوکان ۱۵۱ نفر جمعیت دارد.این روستا در جنوب شرقی روستای گازرخان و شرق روستای شترخان واقع شده است ، اکثر اهالی این روستا به کشاورزی و دامداری مشغول هستند از محصولات کشاورزی این روستا می‌توان از برنج، گیلاس ، آلبالو ، گردو و لوبیا و ... نام برد .